# Charles McKiernan
Charles (Joe Beef) McKiernan (né le 4 décembre 1835 dans le comté de Cavan en Irlande et mort le 15 janvier 1889 à Montréal) est un restaurateur montréalais surnommé le fils du peuple. 

## Biographie
Né dans une famille catholique, Charles McKiernan fréquente dès un jeune âge l’école d’artillerie de Woolwich en banlieue de Londres. C'est durant la guerre de Crimée qu'il aurait reçu le surnom de Joe Beef à cause de sa façon constante d'approvisionner ses compagnons en nourriture et de leur trouver des refuges. En 1864, lorsque survient l'affaire du Trent, il arrive au Canada avec la 10e brigade d'artillerie royale. Il occupe alors la fonction de cantinier à Québec pendant une durée de trois ans et ensuite à l'île Sainte-Hélène pendant deux années.    

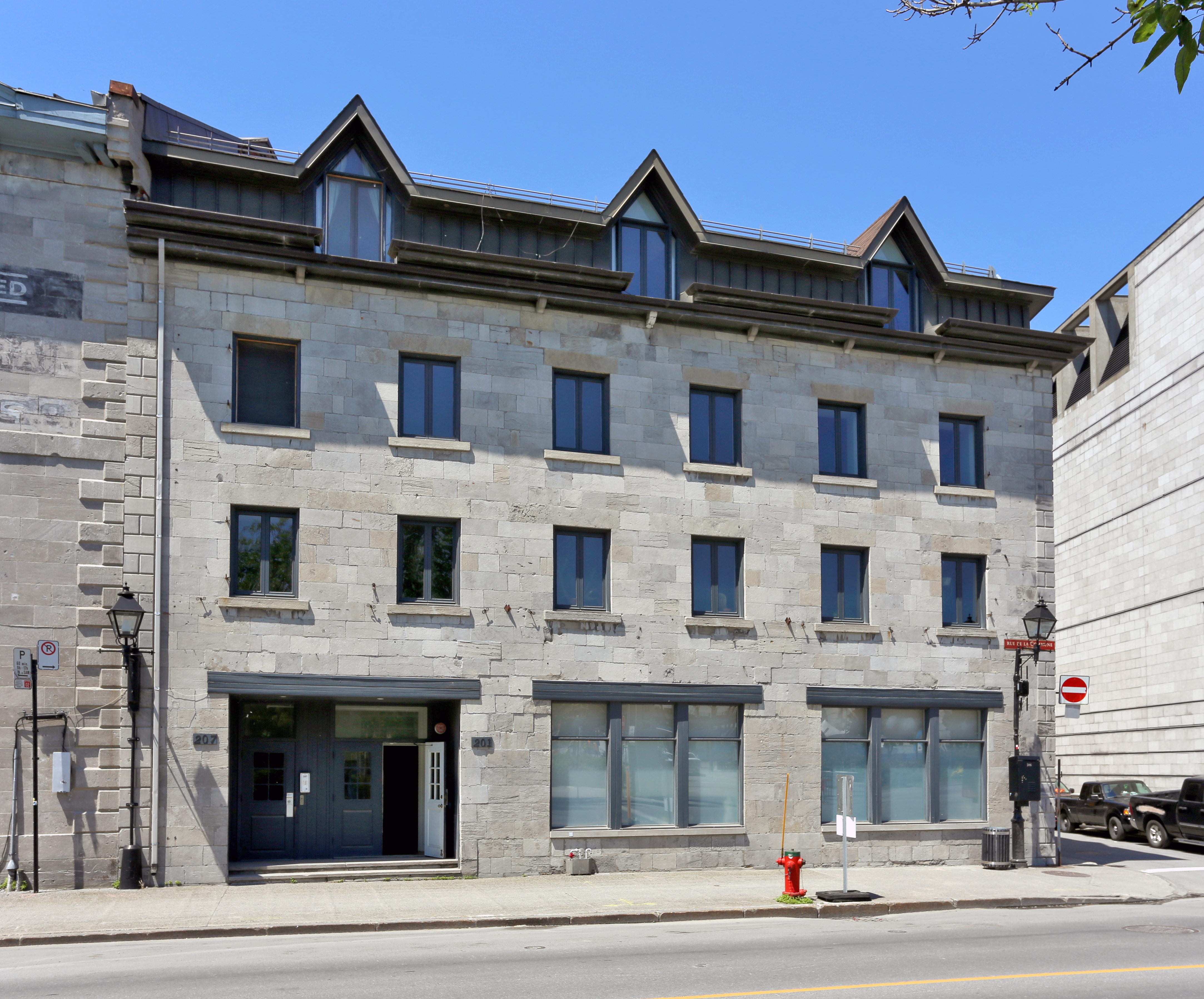
Son ancienne taverne en 2017

Après avoir obtenu sa libération de service de l’armée en 1868, il s’installe à Montréal avec son épouse Margaret McRae et ses enfants. En 1870, sur la rue Saint-Claude à Montréal, Charles McKiernan ouvre la taverne Crown and Spectre ,. En 1875, la taverne s’établit à l’angle des rues des Commissaires (de la Commune) et de Callière et devient plus communément connue sous le nom de Joe Breef's Canteen.  Dans sa taverne, il accueille ouvertement les gens, peu importe leur confession et leurs origines, il offre le couvert aux plus démunis et amasse de l'argent afin de donner aux hôpitaux et à l'Armée du salut. Ce sens de la solidarité s'observe également lors de la grève du Canal de Lachine en 1887 durant laquelle Joe Beef distribue gratuitement de la nourriture et des breuvages aux travailleurs ainsi qu'à leur famille. Pendant ces six semaines de grève, il semble qu'il aurait donné plus de 3 000 pains et 200 gallons de soupe,.    
Joe Beef possède une ménagerie comprenant notamment des singes et des ours, une attraction singulière pour sa clientèle.    
Le 15 janvier 1889, Joe Beef succombe à une maladie du cœur et une foule évaluée à plus de 4 000 personnes se rend à ses funérailles. Il est inhumé au cimetière Mont-Royal et son monument funéraire, situé sur le lot B 991e, porte une longue épitaphe soulignant sa générosité et témoignant de l'estime de ses proches et amis.